# 小行星33750
小行星33750（33750 Davehiggins）是一颗绕太阳运转的小行星，为主小行星带小行星。该小行星于1999年9月6日发现。

## 轨道参数
小行星33750的轨道半长轴为2.7932087 UA，离心率为0.320。